# Baylin
Baylin är en ort i republiken Irland.   Den ligger i provinsen Leinster, i den centrala delen av landet, 110 km väster om huvudstaden Dublin. Baylin ligger 63 meter över havet och antalet invånare är 244.
Terrängen runt Baylin är platt, och sluttar västerut. Runt Baylin är det ganska glesbefolkat, med 50 invånare per kvadratkilometer. Närmaste större samhälle är Athlone, 6,5 km väster om Baylin. Trakten runt Baylin består i huvudsak av gräsmarker.